# Valten Hoffmann
Valten Hoffmann (ur. XVI w., zm. po 1561) – śląski kamieniarz i rzeźbiarz czasów renesansu, czynny w Legnicy w latach 1555–1561.
Valten Hoffmann był kamieniarzem i wykonywał z piaskowca epitafia dla śląskiej szlachty. Jako jeden z ostatnich rzeźbiarzy na Śląsku wykorzystywał wzory włoskie w zakresie ornamentyki. Jego dzieła odznaczają się prowincjonalnością i słabą anatomią postaci. Podpisywał się:  Valten Hoffmann Steinmetz zur Liegnitz.  

## Dzieła
- epitafium Tschammerów w kościele w Osetnie (1560);
- epitafium Balthasara von Stosch w kościele w Czerninie (1561), z sygnaturą artysty;
- epitafium Martin Fruaufa w katedrze w Świdnicy (1561).